# A Wonderful World (Tony Bennett & k.d. lang)
A Wonderful World è un album in studio collaborativo di Tony Bennett e k.d. lang, pubblicato nel 2002. Nel disco i due artisti interpretano diverse canzoni pop tradizionali.

## Tracce
1. Exactly Like You
2. La Vie en Rose
3. I'm Confessin' (That I Love You)
4. You Can Depend on Me
5. What a Wonderful World
6. That's My Home
7. A Kiss to Build a Dream On
8. I Wonder
9. Dream a Little Dream of Me
10. You Can't Lose a Broken Heart
11. That Lucky Old Sun (Just Rolls Around Heaven All Day)
12. If We Never Meet Again